# Pittore C
Pittore C (fl. 575 a.C. / 555 a.C.) è il nome convenzionale assegnato da John Beazley ad un ceramografo attico.

## Attività
Fu il più anziano e più importante ceramografo attivo nella decorazione della serie di kylikes dette Coppe di Siana. La lettera C sta per "corintizzante", questo ceramografo infatti deve molto a Corinto: i soggetti, le battaglie di opliti e le parate di giovani cavalieri), l'accuratezza delle incisioni e l'uso del bianco e del porpora. Le sue coppe si distinguono tuttavia per il contrasto tra l'argilla aranciata e marrone e la brillante pittura nera, caratteristiche tipicamente attiche. Presenta uno stile energico e un'ottima capacità narrativa. Tipici e ricorrenti sono gli emblemi (episemata) incisi sugli scudi degli opliti. La maggior parte dei lavori che gli sono stati attribuiti sono coppe da vino, ma alcuni dei suoi lavori migliori, quelli dove si evidenzia la monumentalità attica di cui è erede, si trovano su altre forme: la pisside del Louvre con la prima rappresentazione della nascita di Atena e soprattutto il coperchio di lekanis al Museo archeologico nazionale di Napoli, dove si trova la prima rappresentazione della morte di Astianatte.

## Opere attribuite

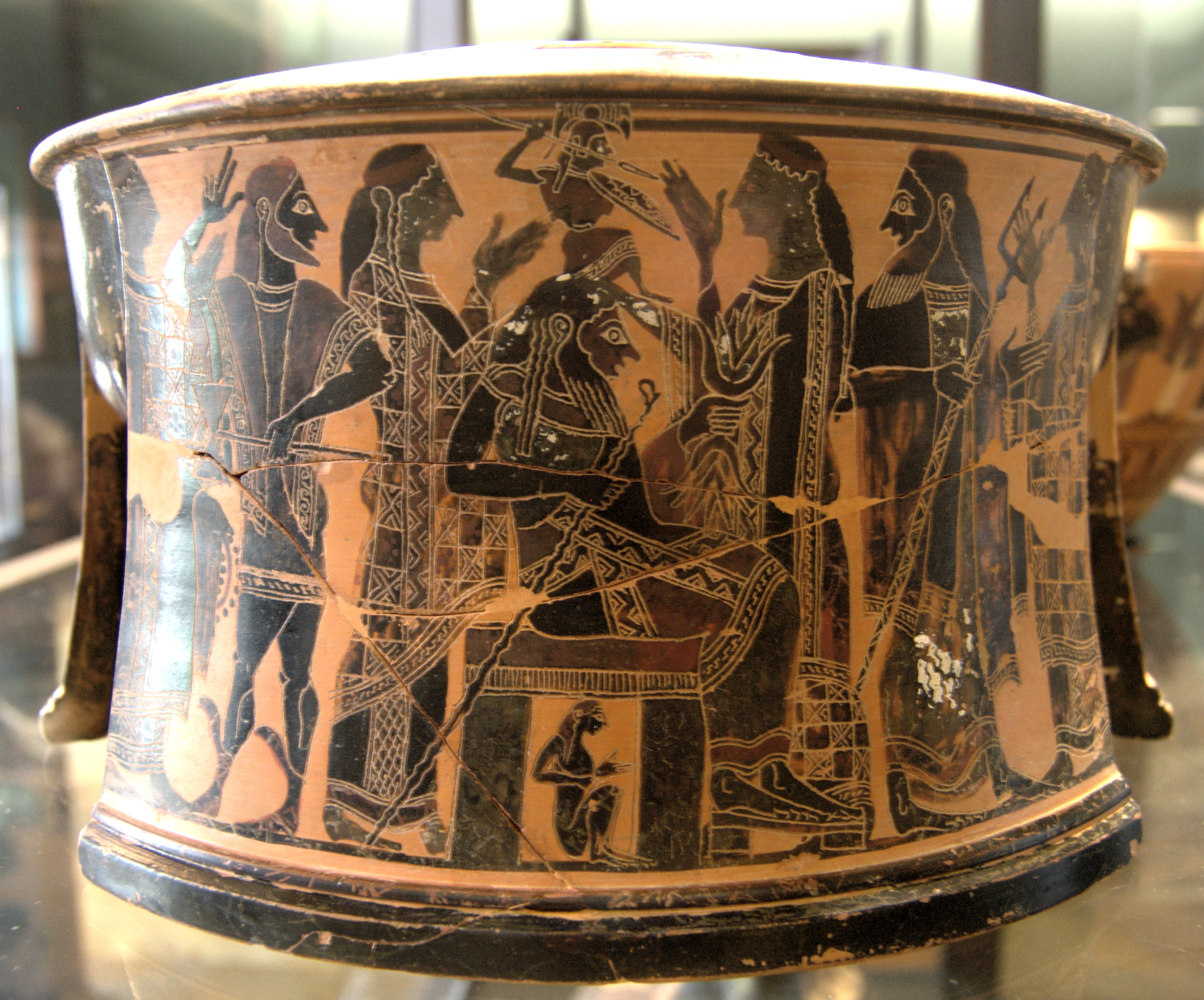
Exaleiptron con la nascita di Atena, Louvre CA616

- Pisside ateniese a figure nere, 570-560 a.C. circa, h 14 cm, d 24 cm. Parigi, Louvre CA616[2]

La forma di questa pisside è chiamata exaleiptron, un contenitore destinato alla toilette femminile. Sulla parte superiore del labbro si trova una scena di battaglia come se ne trovano altre sulle coppe di Siana del Pittore C, ma questo fregio in particolare ricorda più da vicino quelli dei vasi protocorinzi con la loro animata vivacità. Le tre pareti verticali sulle quali si regge la pisside recano immagini più grandi che rappresentano la nascita di Atena dal cranio di Zeus, il Giudizio di Paride e un corteo nuziale. Il bianco della pelle femminile, come di consueto in questo ceramografo, non è disteso direttamente sull'argilla, ma su uno sfondo nero o marrone e i dettagli sono incisi.
- Coperchio frammentario di lekanis ateniese a figure nere, 580-570 a.C. circa, h 10 cm, d 26 cm. Napoli, Museo Archeologico Nazionale 132615[4]

Il coperchio della lekanis riporta per la prima volta una scena che diventerà frequente in seguito, la morte di Astianatte durante il sacco di Troia. La decorazione si svolge su tre fasce. Le due interne recano linguette bianche e porpora alternate e triangoli a raggiera; la fascia figurata si trova all'esterno e mostra Priamo ed Ecuba che implorano Neottolemo il quale regge con una mano Astianatte, tenendolo per una gamba. Tra i due anziani sposi e Neottolemo è rappresentato l'altare: un parallelepipedo decorato con una scacchiera incisa. Attorno a questa scena principale corrono verso sinistra i soldati achei rappresentati come gruppi di opliti alternati a cavalieri. Il Pittore C fa uso sapiente delle sovrapposizioni di figure che diventano comuni in questo periodo; nel susseguirsi delle figure è tutto un variare e ripetersi dei gruppi a sottolineare l'impetuosa avanzata delle schiere di opliti.
- Lekanis frammentaria ateniese a figure nere, Atene, Museo archeologico nazionale, Acropolis Coll. 2112[5]

Il soggetto meglio conservato costituisce la prima rappresentazione attica della partenza di Anfiarao e la più vicina a quella che si trova sul cratere corinzio di Berlino (Berlino, Antikensammlung 1655). La seconda scena leggibile, l'ingresso di Eracle nell'Olimpo, è una delle più antiche rappresentazioni di questo soggetto.
- Coppa ateniese a figure nere, Wurzburg, Universitat, Martin von Wagner Mus. 451[6]

Questa coppa, con un combattimento tra opliti su una delle pareti esterne, ha una forma nuova caratterizzata dalle anse a "forcella" e dal labbro privo di svasatura. Il piede è più alto e snello di quello presente nelle coppe di Siana e più simile a quello che si troverà a metà del VI secolo a.C. nelle coppe dei Piccoli maestri.

### Coppe di Siana
- Kylix ateniese a figure nere, h 14.2 cm, d 25.4 cm. Londra, British Museum B380[7]

Il tondo è decorato con un oplita in posizione di attacco. Su uno dei lati esterni si trova una parata di opliti e cavalli. Sull'altro lato della kylix troviamo Perseo, Atena e Ermes in volo, le tre Gorgoni all'inseguimento con Medusa decapitata e Pegaso fuoriuscente dal suo collo mozzato; dietro Medusa, sotto l'ansa si trova Crisaore.
- Kylix ateniese a figure nere, 575 a.C. circa, h 13 cm, d 24.5 cm. New York, Met 01.8.6[8]

Nel tondo, circondato da una spessa fascia ornamentale, la Gorgone in volo è vivacizzata dal rosso impiegato per le iridi, la lingua sporgente, il peplo e le strisce sulle ali, mentre la pelle è dipinta in bianco. All'esterno il fregio figurato si sovrappone al labbro: la scena rappresenta l'inseguimento di Troilo da parte di Achille. Achille è rappresentato nel momento in cui, uscito dal suo nascondiglio dietro la fontana, si getta all'inseguimento di Troilo che fugge a cavallo insieme alla sorella Polissena, la quale nella fuga abbandona l'hydria che aveva con sé per attingere l'acqua. L'intera scena è rappresentata con pochi elementi di sintesi che diverranno uno schema rappresentativo per i ceramografi dei periodi successivi, con poche varianti. I cavalieri rappresentati sul lato opposto della coppa non hanno collegamenti con la scena principale e mostrano, nel contrasto, la propria appartenenza ad un sistema decorativo differente da quello ateniese di tipo narrativo.
- Kylix ateniese a figure nere, Heidelberg, Ruprecht-Karls-Universitat S1[9]

La kylix di Heidelberg reca la prima rappresentazione di una scena di acclamazione del vincitore in un contesto atletico: l'eroe con il tripode, premio per la vittoria, viene mostrato tra i notabili della sua famiglia e del suo villaggio, con un suonatore di flauto alla testa del corteo. La dea alata del tondo interno potrebbe essere la rappresentazione di una Nike. Il crescente interesse verso i contesti atletici è una delle caratteristiche della ceramografia attica del secondo quarto del VI secolo a.C.
- Kylix ateniese a figure nere, h 14.7, d 26.8 cm. Berkeley (CA), Phoebe Apperson Hearst Mus. of Anthropology 8.1[10]

Lo stesso contesto atletico è implicito nella kylix di Berkeley: un corteo di uomini, quelli più anziani rappresentati con barba, mantelli rossi e neri su chitoni bianchi, alternati a giovani senza barba che alzano una mano in segno di saluto verso un personaggio non rappresentato. Il tondo interno ripropone la rappresentazione della dea alata. Le incisioni sapienti si presentano ampie e poco profonde. Rosso e bianco sono usati in modo abbondante e stesi in strati di notevole spessore.
- Kylix frammentaria ateniese a figure nere, 570-560 a.C. circa, h 12.9, d 23.8 cm. Atene, Museo archeologico nazionale 532[11]

Questa kylix proviene da Corinto. Nel tondo all'interno si trova un oplita nudo in corsa: elmo corinzio rosso, alto cimiero con piume rosse e bianche; scudo rosso di profilo con decorazioni bianche a zig zag sul bordo. All'esterno vi è la parata di giovani cavalieri così frequente sulle kylikes del Pittore C; l'altro lato presenta una scena di battaglia con tre gruppi di due guerrieri ciascuno.